# Епір (географічний регіон)

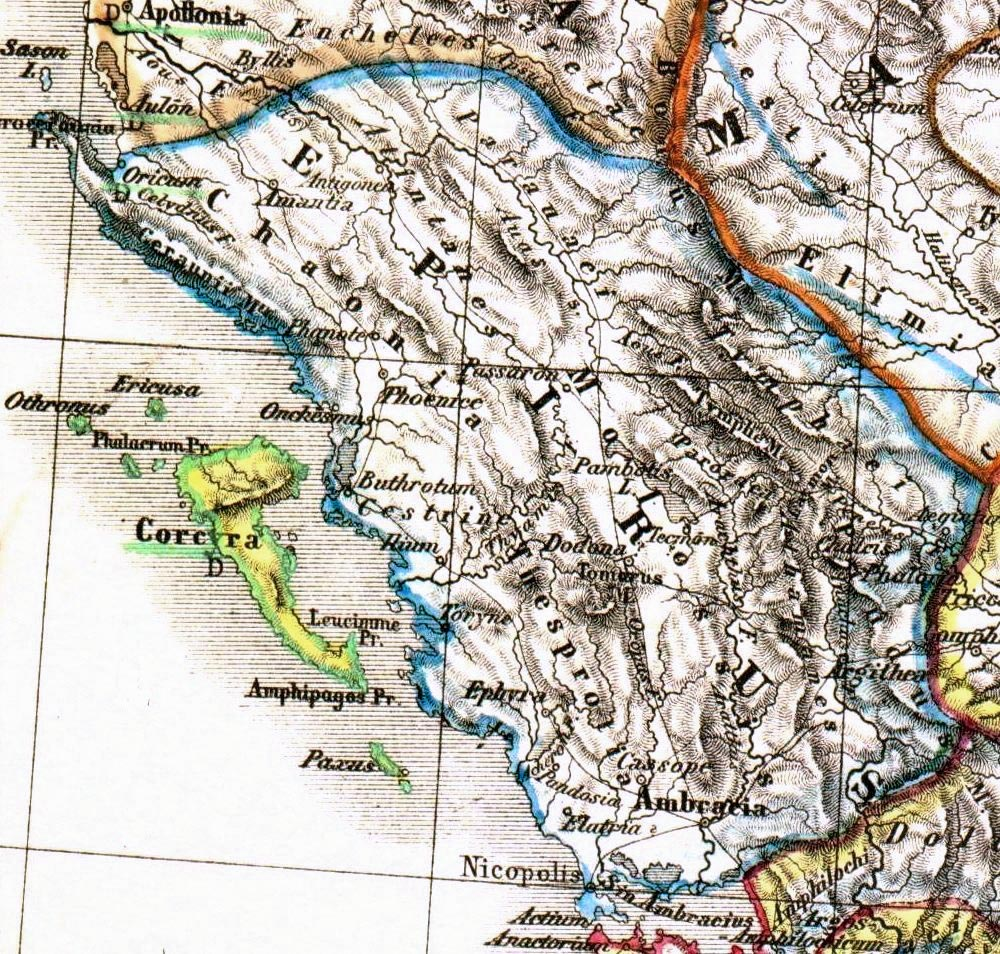
Мапа античного Епіру (Heinrich Kiepert, 1902)

Епір (грец. Ήπειρος, Епірос) — географічний та історичний регіон у південно-східній Європі, поділений між Грецією і Албанією. Епір розташований між гірською грядою Пінд та Іонічним морем, і простягнувся від затоки Вльора на півночі до затоки Амвракікос і руїн римського міста Нікополь на півдні. Територія Епіру розділена між периферією Епір, що розташована на північному заході Греції і областями Вльора, Гірокастра і Берат на півдні Албанії. Найбільшим містом є столиця периферії Епір в Греції місто Яніна, в той час як на території Албанії найбільшим містом Епіру є Гірокастра.
Епір був частиною Стародавньої Греції, з річками Ахеронт і Кокіт та іллірийським населенням. На північ від Епіру розташовувалася Іллірія, на північний схід — Македонія, на Схід — Фессалія. На південь розташовувалися області Амбракія, Амфілохія, Акарнанія, Етолія. Клімат Епіру значно холодніше, ніж в інших грецьких областях, не давав можливості займатися землеробством в традиційних для греків формах. Тому греки селилися тут тільки в окремих колоніях з більш сприятливим мікрокліматом.